# ファルケンシュタイン城
座標: 北緯47度34分12秒 東経10度35分30秒 / 北緯47.57度 東経10.591667度

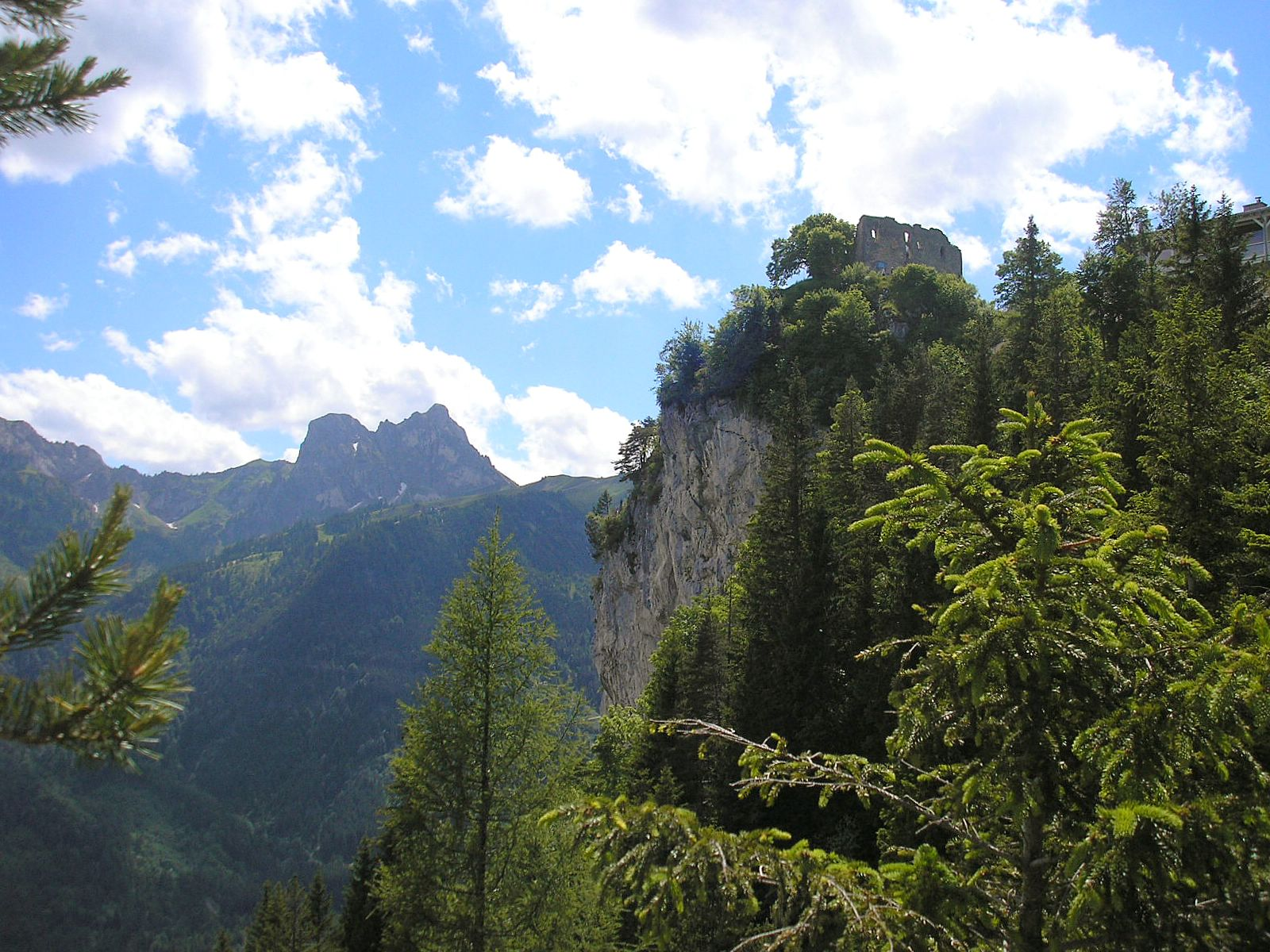
東側から見たファルケンシュタイン城

ファルケンシュタイン城（独：Schloss Falkenstein）は、ドイツのプフロンテンにある中世盛期の城跡である。標高1,268mで、ドイツで最も標高の高い城(跡)である。
バイエルン王ルートヴィヒ2世は、4番目の城としてファルケンシュタイン城の建設を計画した。城は1883年に画家のクリスチャン・ヤンクがデザインし、そして、城の建設場所に至る道が建設された。しかし、資金不足のため計画はそれ以上進まなかった。1886年にルートヴィヒ2世が謎の死を遂げた後、ファルケンシュタイン城を建設する計画は永久に中止された。

## ギャラリー

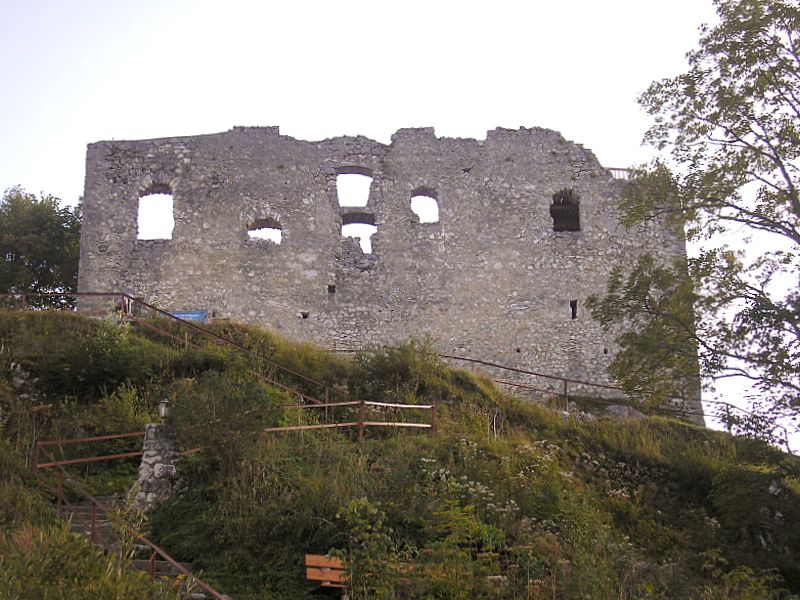
中世からこの場所にあったファルケンシュタイン城の廃墟
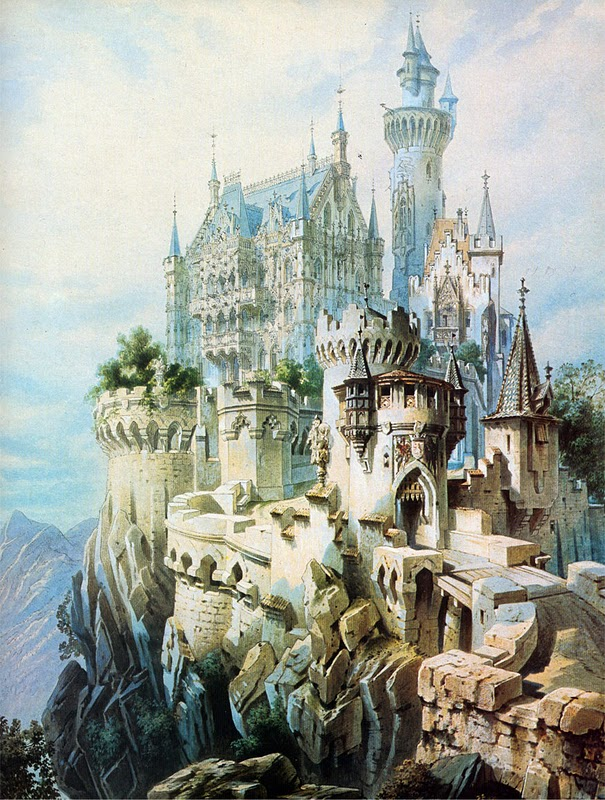
ヤンクによる構想（1883年）、小さな頂上に建てるには非現実的な案であった
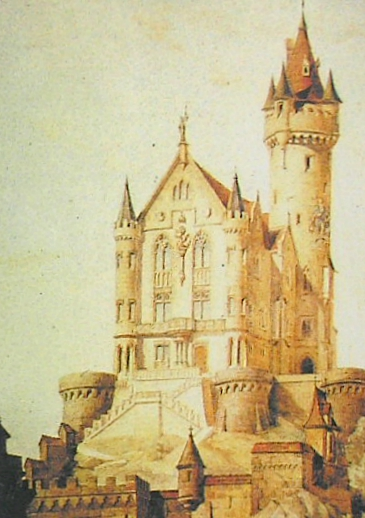
最終的な建設案（1884年）